# テイラー・コール
テイラー・コール（Taylor Cole, 1984年4月29日 - ）は、アメリカ合衆国出身の女優である。

## 出演作品

### テレビ
- スーパーナチュラル
- ザ・グレイズ 〜フロリダ殺人事件簿
- CSI:マイアミ（サマンサ・オーウェンズ）
- HAWAII FIVE-0
- THE EVENT/イベント（ヴィッキー・ロバーツ）
- アントラージュ★オレたちのハリウッド
- NCIS 〜ネイビー犯罪捜査班
- メルローズ・プレイス
- コールドケース 迷宮事件簿
- ヒーローズ（レイチェル・ミルズ）

### 映画
- グリーン・ホーネット
- サロゲート
- 12 ラウンド
- マッハ・レーサー
- ガールズ・アタック
- バトルスティール(原題：Weaponized　役名：Angela Walker　2016)

### オリジナルビデオ
- 血のエイプリルフール